# Денгоф, Теодор
Теодор Денгоф (? — 1684) — государственный деятель Великого княжества Литовского и Речи Посполитой, дворянин королевича Яна Казимира, подстолий великий литовский (1655—1656), кравчий великий литовский (1656—1658), подскарбий надворный литовский (1658—1661), подкоморий надворный коронный (1661—1684). Староста ужендувский, дерптский, беловодский, кампиноский, вислицкий и владимирский.

## Биография
Представитель польского дворянского рода Денгофов герба «Вепрь». Сын королевского дворянина и старосты динабургского Генрика Денгофа (ум. после 1626) и Анны Марии фон Нольде, внук полковника Отто Денгофа (ок. 1554—1609). Братья — аббат пельплинский Отто, полковник и староста старгардский Генрик, командир королевской гвардии и староста старгардский Ян Денгофы.
Вначале Теодор Денгоф служил дворянином при польском королевиче Яне Казимире Вазе. В 1655 году бы назначен подстолием великим литовским, а в 1656 году получил должность кравчего великого литовского. В 1658 году Теодор Денгоф стал подскарбием надворным литовским, а в 1661 году получил должность подкомория надворного коронного.
Его жена Екатерина фон Бессен была любовницей польского короля Яна II Казимира и пользовалась большим влиянием при королевском дворе. В 1668 году после отречения от трона Яна II Казимира Вазы Теодор Денгоф поддерживал кандидатуру французского принца Людовика Конде-Бурбона «Великого» на польский королевский престол.

## Семья
Был женат на Екатерине Франциске фон Бессен (ум. после 1673), от брака с которой имел трёх сыновей и двух дочерей:
- Ян Казимир Денгоф (1648—1697), аббат могильский (1666), каноник варшавский, декан плоцкий, каноник краковский (1681), польский резидент в Риме (1682), кардинал (1686), епископ чезенский (1687—1697)
- Генрик Денгоф (ум. после 1697), староста ужендувский
- Франтишек Теодор Денгоф (ум. до 1701), староста вислицкий
- Эльжбета Денгоф (ум. 1702), жена с 1676 года маршалка великого коронного Станислава Ираклия Любомирского (1642—1702)
- Урсула Денгоф, жена каштеляна краковского Мартина Контского (1636—1710).